# Vincenzo Carmine Orofino
Vincenzo Carmine Orofino (ur. 8 lipca 1953 w San Severino Lucano) – włoski duchowny katolicki, biskup Tursi-Lagonegro od 2016.

## Życiorys
Święcenia kapłańskie otrzymał 4 października 1980 i został inkardynowany do diecezji Tursi-Lagonegro. Pracował duszpastersko m.in. w Senise oraz rodzinnym mieście. Był także m.in. kanclerzem kurii oraz wikariuszem generalnym diecezji.
20 marca 2004 papież Jan Paweł II mianował go ordynariuszem diecezji Tricarico. Sakry biskupiej udzielił mu 15 maja 2004 ówczesny nuncjusz apostolski we Włoszech - arcybiskup Paolo Romeo.
28 kwietnia 2016 papież Franciszek mianował go biskupem diecezji Tursi-Lagonegro. Ingres odbył się 25 czerwca 2016.